# Idiosoma montanum
Espèce
Synonymes
- Aganippe montanus Faulder, 1985

Idiosoma montanum est une espèce d'araignées mygalomorphes de la famille des Idiopidae.

## Distribution
Cette espèce est endémique de Nouvelle-Galles du Sud en Australie.

## Description
La carapace du mâle holotype mesure 6,8 mm de long sur 5,4 mm et l'abdomen 5,5 mm de long sur 4,5 mm et la carapace de la femelle paratype mesure 9,6 mm de long sur 7,7 mm et l'abdomen 15,3 mm de long sur 11,0 mm.

## Publication originale
- Faulder, 1985 : Some species of Aganippe (Araneae: Ctenizidae) from eastern Australia. Proceedings of the Linnean Society of New South Wales, vol. 108, p. 83-96 (texte intégral).